# Вильде, Иоганн Христиан
Иоганн Христиан Вильде (нем. Johann Christian Wilde; XVIII век) — русский зоолог и анатом немецкого происхождения, академик РАН.
Уроженец города Цюллихау в курфюршестве Бранденбург (ныне — город Сулехув, Польша). В 1736 году в качестве ассистента зоолога и анатома Иоганна Георга Дювернуа (1691—1759) прибыл в Санкт-Петербург. В том же году стал адъюнктом Императорской Академии наук в Санкт-Петербурге (предшественницы РАН), в 1738 году — членом-корреспондентом Академии, в дальнейшем — действительным членом. В трудах Академии им были изданы два статьи на латинском языке; предположительно, он также написал главу о турах в капитальном труде академика Палласа.
В дальнейшем, предположительно, вернулся в Германию, однако публикации немецкого периода неизвестны.